# Coton Sport de Garoua
El Cotonsport Garoua  es un club de fútbol de Camerún. Actualmente juega en la Primera División de Camerún. Son miembros de la Federación Camerunesa de Fútbol.  
Actualmente es el club más laureado del país, con 18 títulos de primera división.

## Palmarés

### Títulos nacionales
- Primera División de Camerún (18): 1997, 1998, 2001, 2003, 2004, 2005, 2006, 2007, 2008, 2010, 2011, 2013, 2014, 2015, 2018, 2021, 2022, 2023
- Copa de Camerún (6): 2003, 2004, 2007, 2008, 2011, 2014
- Supercopa Roger Milla (2): 2003, 2004
- Subcampeón de la Copa de Camerún (1): 1999

### Títulos internacionales (0)
- Subcampeón de la Liga de Campeones de la CAF (1): 2008

- Subcampeón de la Copa CAF (1): 2003

## Participación en competiciones de la CAF

#### Por competición
Nota: En negrita competiciones activas.
| Competición                         | Temp. | PJ  | PG | PE | PP | GF  | GC  | Dif. | Puntos | Títulos | Subtítulos |
| ----------------------------------- | ----- | --- | -- | -- | -- | --- | --- | ---- | ------ | ------- | ---------- |
| Liga de Campeones de la CAF         | 15    | 78  | 33 | 14 | 31 | 96  | 83  | +13  | 113    | –       | 1          |
| Copa Confederación de la CAF        | 8     | 46  | 19 | 8  | 19 | 53  | 47  | +6   | 65     | –       | –          |
| Copa CAF                            | 5     | 34  | 17 | 8  | 9  | 45  | 30  | +15  | 59     | –       | 1          |
| Total                               | 28    | 158 | 69 | 30 | 59 | 194 | 160 | +34  | 237    | 0       | 2          |
| Actualizado a la Temporada 2021-22. |       |     |    |    |    |     |     |      |        |         |            |

### Liga de Campeones de la CAF
| Temporada | Ronda            | Club                  | Casa | Visita | Global       |
| --------- | ---------------- | --------------------- | ---- | ------ | ------------ |
| 1998      | Primera Ronda    | Tourbillon            | 4-1  | 0-0    | 4-1          |
| 1998      | Segunda Ronda    | Hearts of Oak         | 2-1  | 0-1    | 2-2 (v.)     |
| 1999      | Primera Ronda    | Djoliba AC            | 3-1  | 0-2    | 3-3 (v.)     |
| 2002      | Primera Ronda    | Etoile du Congo       | 0-1  | 1-1    | 1-2          |
| 2004      | Primera Ronda    | Saint Michel d'Ouenzé | 4-1  | 0-1    | 4-2          |
| 2004      | Segunda Ronda    | Espérance de Tunis    | 1-0  | 0-3    | 1-3          |
| 2005      | Primera Ronda    | AS Aviação            | 1-0  | 0-2    | 1-2          |
| 2006      | Primera Ronda    | Renaissance           | 1-0  | 1-1    | 2-1          |
| 2006      | Segunda Ronda    | Saint Eloi Lupopo     | 0-0  | 0-1    | 0-1          |
| 2007      | Ronda Preliminar | URA SC                | 3-0  | 0-0    | 3-0          |
| 2007      | Primera Ronda    | Séwé Sports           | 4-0  | 0-1    | 4-1          |
| 2007      | Segunda Ronda    | JS Kabylie            | 1-0  | 0-2    | 1-2          |
| 2008      | Ronda Preliminar | Vital'O               | 1-0  | 1-0    | 2-0          |
| 2008      | Primera Ronda    | Gombe United          | 5-0  | 1-2    | 6-2          |
| 2008      | Segunda Ronda    | JS Kabylie            | 3-0  | 1-2    | 4-2          |
| 2008      | Fase de grupos   | Mazembe               | 1-0  | 0-2    | 1º lugar     |
| 2008      | Fase de grupos   | Enyimba               | 3-0  | 0-2    | 1º lugar     |
| 2008      | Fase de grupos   | Al-Hilal Omdurmán     | 1-0  | 1-1    | 1º lugar     |
| 2008      | Semifinales      | Dynamos               | 4-0  | 1-0    | 5-0          |
| 2008      | Final            | Al-Ahly               | 2-2  | 0-2    | 2-4          |
| 2009      | Primera Ronda    | AS Mangasport         | 2-1  | 3-2    | 5-3          |
| 2009      | Segunda Ronda    | Heartland             | 1-1  | 1-2    | 2-3          |
| 2011      | Ronda Preliminar | Vital'O               | 1-1  | 2-2    | 3-3 (v.)     |
| 2011      | Primera Ronda    | Vita Club             | 2-0  | 1-0    | 3-0          |
| 2011      | Segunda Ronda    | Sétif                 | 4-1  | 0-2    | 4-3          |
| 2011      | Fase de grupos   | Al-Hilal Omdurmán     | 2-0  | 1-2    | 3º lugar     |
| 2011      | Fase de grupos   | Enyimba               | 2-3  | 0-2    | 3º lugar     |
| 2011      | Fase de grupos   | Raja Casablanca       | 2-1  | 0-0    | 3º lugar     |
| 2012      | Primera Ronda    | Dolphins              | 1-0  | 1-2    | 2-2 (v.)     |
| 2012      | Segunda Ronda    | Berekum Chelsea       | 1-2  | 0-0    | 1-2          |
| 2015      | Primera Ronda    | Sanga Balende         | 0-0  | 0-2    | 0-2          |
| 2016      | Primera Ronda    | Stade Malien          | 1-0  | 0-2    | 1-2          |
| 2017      | Ronda Preliminar | Atlabara              | 2-0  | 5-2    | 7-2          |
| 2017      | Primera Ronda    | CNaPS Sport           | 1-0  | 1-1    | 2-1          |
| 2017      | Fase de grupos   | Wydad Casablanca      | 0-2  | 0-2    | 4º lugar     |
| 2017      | Fase de grupos   | Al-Ahly               | 0-2  | 1-3    | 4º lugar     |
| 2017      | Fase de grupos   | Zanaco                | 0-1  | 1-2    | 4º lugar     |
| 2018-19   | Ronda Preliminar | ASF Bobo-Dioulasso    | 3-1  | 1-3    | 4-4 (5:3 p.) |
| 2018-19   | Primera Ronda    | Ismaily               | 2-1  | 0-2    | 2-3          |
| 2022-23   | 1                | Matlama FC            | 1-0  | 3-0    | 4-0          |
| 2022-23   | 2                | Royal Leopards FC     | 2-1  | 1-1    | 3-2          |
| 2022-23   | Grupo B          | Mamelodi Sundowns     | 1-3  | 1-2    | 4° lugar     |
| 2022-23   | Grupo B          | Al-Ahly               | 0-4  | 0-3    | 4° lugar     |
| 2022-23   | Grupo B          | Al-Hilal Omdurmán     | 1-2  | 0-2    | 4° lugar     |
| 2023-24   | 1                | AS Real Bamako        | 0-2  | 0-0    | 0-2          |

### Copa Confederación de la CAF
| Temporada | Ronda            | Club               | Casa | Visita | Global   |
| --------- | ---------------- | ------------------ | ---- | ------ | -------- |
| 2004      | Tercera Ronda    | Green Buffaloes    | 3-0  | 1-1    | 4-1      |
| 2004      | Fase de grupos   | Sable              | 1-0  | 0-0    | 2º lugar |
| 2004      | Fase de grupos   | Hearts of Oak      | 0-0  | 2-3    | 2º lugar |
| 2004      | Fase de grupos   | Santos             | 4-0  | 2-0    | 2º lugar |
| 2007      | Tercera Ronda    | Sfaxien            | 2-1  | 0-4    | 2-5      |
| 2009      | Tercera Ronda    | Vita Club          | 3-1  | 0-2    | 3-3 (v.) |
| 2010      | 1                | AC Léopards        | 2-0  | 1-3    | 3-3 (v.) |
| 2010      | 2                | Primero de Agosto  | 1-2  | 0-0    | 1-2      |
| 2012      | Tercera Ronda    | Al-Ahly Shendi     | 1-0  | 0-2    | 1-2      |
| 2018-19   | Play-Off         | Asante Kotoko      | 2-3  | 1-2    | 3-5      |
| 2019-20   | Ronda Preliminar | Unisport de Sokodé | 0-1  | 2-0    | 2-1      |
| 2019-20   | Primera Ronda    | Green Eagles       | 1-0  | 2-0    | 3-0      |
| 2019-20   | Play-Off         | AS SONIDEP         | 1-0  | 1-0    | 2-0      |
| 2019-20   | Fase de grupos   | JS Kabylie         | 1-2  | 0-1    | 2° lugar |
| 2019-20   | Fase de grupos   | RS Berkane         | 2-0  | 1-2    | 2° lugar |
| 2019-20   | Fase de grupos   | NAPSA Stars FC     | 5-1  | 1-0    | 2° lugar |
| 2019-20   | Cuartos de final | ASC Diaraf         | 1-0  | 1-2    | 2-2 (v.) |
| 2019-20   | Semifinales      | JS Kabylie         | 1-2  | 0-3    | 1-5      |
| 2021-22   | 2                | Orapa United       | 1-0  | 1-2    | 2-2 (v.) |
| 2021-22   | Play-Off         | FC Nouadhibou      | 2-0  | 0-0    | 2-0      |
| 2021-22   | Fase de grupos   | Mazembe            | 2-2  | 0-1    | 4° lugar |
| 2021-22   | Fase de grupos   | Al-Masry           | 0-0  | 0-2    | 4° lugar |
| 2021-22   | Fase de grupos   | AS Otoho           | 0-1  | 1-1    | 4° lugar |

### Copa CAF
| Temporada | Ronda            | Club                  | Casa | Visita | Global       |
| --------- | ---------------- | --------------------- | ---- | ------ | ------------ |
| 1995      | Primera Ronda    | Mogas 90 FC           | 2-0  | 1-2    | 3-2          |
| 1995      | Segunda Ronda    | OC Agaza              | 0-2  | 1-1    | 1-3          |
| 1997      | Primera Ronda    | Dragón                | 5-0  | 1-0    | 6-0          |
| 1997      | Segunda ronda    | KAC Marrakech         | 1-0  | 1-1    | 2-1          |
| 1997      | Cuartos de final | Espérance de Tunis    | 3-1  | 1-4    | 4-5          |
| 2000      | Primera Ronda    | TP Mystère            | 2-0  | 2-1    | 4-1          |
| 2000      | Segunda Ronda    | Mtibwa Sugar FC       | 2-0  | 1-0    | 3-0          |
| 2000      | Cuartos de final | Stade d'Abidjan       | 1-0  | 0-2    | 1-2          |
| 2001      | Primera ronda    | FC 105 Libreville     | 2-0  | 2-3    | 4-3          |
| 2001      | Segunda ronda    | Sanga Balende         | 2-0  | 2-2    | 4-2          |
| 2001      | Cuartos de final | Ferroviário de Maputo | 1-0  | 2-2    | 3-2          |
| 2001      | Semifinales      | Étoile du Sahel       | 1-0  | 1-3    | 2-3          |
| 2003      | Primera Ronda    | Maranatha FC          | 0-0  | 0-0    | 0-0 (5:4 p.) |
| 2003      | Segunda ronda    | Mamelodi Sundowns     | 2-0  | 0-1    | 2-1          |
| 2003      | Cuartos de final | JS Kabylie            | 2-1  | 0-0    | 2-1          |
| 2003      | Semifinales      | Club Africain         | 3-0  | 1-2    | 4-2          |
| 2003      | Final            | Raja Casablanca       | 0-0  | 0-2    | 0-2          |